# Generalporočnik (Wehrmacht)
Generalporočnik (izvirno nemško Generalleutnant) je bil generalski čin v nemškem Heeru (kopenski vojski) in Luftwaffe (vojnemu letalstvu).
Nižji čin je bil generalmajor, medtem ko je bil višji general. V drugi veji Wehrmachta (Kriegsmarine) mu je ustrezal čin viceadmirala, medtem ko mu je v Waffen-SS ustrezal čin SS-Gruppenführerja.
V specialističnih rodovih mu je ustrezal čin: Generaloberstabsarzt (vojaška medicina), Generaloberstabsveterinär (vojaška veterina) in Generaloberstabsrichter (vojaško pravo) (vsi v Heeru) in Flieger-Generalstabsingenieur (v Luftwaffe).

## Oznaka čina

### Heer
Oznaka čina generalporočnika je bila sledeča:
- naovratna oznaka čina (t. i. Litzen) je bila enaka za vse častnike in sicer stiliziran hrastov list z dvema paroma listnih žil na rdeči podlagi;
- naramenska oznaka čina je bila sestavljena iz štirih prepletenih (zlatih in belih) vrvic in ene zvezdice, ki so bile pritrjene na rdečo podlago;
- narokavna oznaka čina (na zgornjem delu rokava) za maskirno uniformo je bila sestavljena iz ene zlate črte in enega para stiliziranih hrastovih listov na črni podlagi.

Galerija
- Naovratna oznaka čina
- Naramenska oznaka čina
- Narokavna oznaka čina

### Luftwaffe
Oznaka čina generalporočnika je bila sledeča:
- naovratna oznaka čina je bila sestavljena iz: velikega zlatega hrastovega venca, znotraj katerega sta se nahajala dva para stiliziranih kril na beli podlagi, pri čemer je bila oznaka obrobljena z zlato vrvico;
- naramenska oznaka čina je bila sestavljena iz štirih prepletenih (zlatih in belih) vrvic in ene zvezdice, ki so bile pritrjene na rdečo podlago;
- narokavna oznaka čina (na zgornjem delu rokava) za bojno uniformo je bila sestavljena iz ene zlate črte, nad katero sta se nahajala dva para zlatih stiliziranih kril na modri podlagi.

Galerija
- Osnovna naramenska oznaka čina
- Narokavna oznaka čina